# Ratko Mitrović
Pour les articles homonymes, voir Mitrović.
Ratko Mitrović (en serbe cyrillique : Ратко Митровић ; né le 27 mai 1913 à Čačak et mort le 11 décembre 1941 à Čačak) était un étudiant en droit. Il participa à la lutte de libération nationale de la Yougoslavie et il a reçu le titre de héros national de la Yougoslavie le 25 septembre 1944.

## Biographie
Ratko Mitrović est né le 27 mai 1913 à Čačak, où il acheva ses études primaires et secondaires. Au lycée, il approcha le mouvement ouvrier le plus avancé. Il fut embauché comme secrétaire du club de sports Borac et, en tant que membre du l'association culturelle et artistique Abrašević (en), il entra au Syndicat des travailleurs unis de Yougoslavie (Ujedinjeni radnički sindikati Jugoslavije).
À l'université de Belgrade, Mitrović étudia le droit et il participa à diverses manifestations politiques organisées dans le cadre de la faculté de droit, ce qui lui valut d'être arrêté plusieurs fois. Il devint membre du Parti communiste de Yougoslavie en 1939.
Au moment de l'invasion du royaume de Yougoslavie en avril 1941, Ratko Mitrović devint secrétaire du comité de district du parti communiste pour la région de Čačak et il fut l'un des organisateurs du soulèvement contre les nazis dans cette région. Fin mai et début juin se tint une session du conférence de district du parti.
Le 12 juillet 1941, à la suite d'une décision du comité de district, pour Čačak, sur le mont Stjenik dans les monts Jelica, Mitrović fut désigné comme commissaire politique auprès de l'Unité de Partisans de Čačak Dragiša Mišović nouvellement formée. L'unité réalisa une série d'actions de sabotage et d'affrontements, ce qui permit une libération de la ville de Čačak et des territoires alentour. Furent ainsi notamment libérées les villes ou les localités de Guča et de Gornji Milanovac. L'unité essaya ensuite de libérer Kraljevo. 
Le 7 novembre 1941, les Tchetniks royalistes de Draža Mihailović essayèrent d'évincer de Čačak les Partisans communistes de Tito. Mitrović, avec les Partisans des bataillons de Trnava et de Ljubić et appuyé par les milices urbaines, réussit à contrecarrer les Techtniks et à les repousser au-delà de la Ravna gora. Lors de la Première offensive nazie anti-partisane, la 113e division d'infanterie allemande parvint jusqu'à Čačak, qui fut reprise le 28 septembre 1941. Malgré de nombreuses pertes, la plus grande partie de l'unité parvint à se retirer vers le Sandžak. 
Ratko Mitrović fit partie des combattants qui restèrent dans la ville assiégée. Les Tchetniks se rendirent aux nazis le 8 décembre 1941 au village de Ježevica, près de Čačak. Il est mort le 11 décembre 1941.

## Postérité
Par un décret du présidium du Conseil antifasciste de libération nationale de Yougoslavie (Antifašističko veće narodnog oslobođenja Jugoslavije ; en abrégé : AVNOJ) et avec la recommandation du commandant suprême de Armée populaire yougoslave, le maréchal Josip Broz Tito, Ratko Mitrović a reçu le titre de héros national de la Yougoslavie le 25 septembre 1944.
Une école élémentaire (Osnovna škola), dédicacée à Ratko Mitrović, est située 58 rue Omladinskih brigada, dans le Blok 38.